# سعید سهیلی

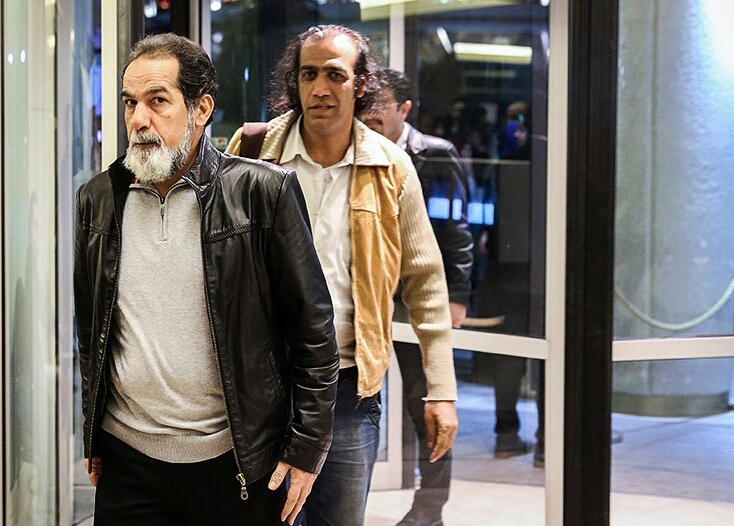

سعید سهیلی (زادهٔ ۲۵ بهمن ۱۳۳۸) کارگردان، فیلم‌نامه‌نویس و تهیه‌کننده سینمای اهل ایران است.
وی فعالیت هنری خود را از حوزه هنری خراسان با تئاتر و فیلم‌سازی آغاز کرد. او ابتدا در سال ۱۳۷۵ با فیلم مردی شبیه باران توجه اهالی سینما را به خود جلب کرد. در همان سال فیلم توفان شن به کارگردانی جواد شمقدری نیز عرضه شد که فیلمنامه‌اش به صورت مشترک توسط شمقدری و سهیلی نوشته شده بود. سهیلی در اواخر دهه هشتاد و در دهه نود با فیلم‌های چارچنگولی و گشت ارشاد توانست رکورد پرفروش‌ترین‌های سینمای ایران را برای مدتی از آن خود کند.

## فعالیت‌های هنری
| سال ساخت | نام فیلم            | کارگردان | نویسنده | تهیه‌کننده |
| -------- | ------------------- | -------- | ------- | --------- |
| ۱۴۰۲     | پول و پارتی         | آری      | —       | آری       |
| ۱۳۹۹     | گشت ارشاد ۳         | آری      | آری     | آری       |
| ۱۳۹۷     | ژن خوک              | آری      | آری     | آری       |
| ۱۳۹۵     | گشت ارشاد ۲         | آری      | آری     | آری       |
| ۱۳۹۲     | کلاشینکف            | آری      | آری     | آری       |
| ۱۳۹۰     | گشت ارشاد           | آری      | آری     | آری       |
| ۱۳۸۸     | ازدواج در وقت اضافه | آری      | آری     | آری       |
| ۱۳۸۷     | چار چنگولی          | آری      | آری     | آری       |
| ۱۳۸۵     | چهار انگشتی         | آری      | آری     | —         |
| ۱۳۸۵     | سنگ، کاغذ، قیچی     | آری      | آری     | —         |
| ۱۳۸۲     | تارا و تب توت فرنگی | آری      | آری     | —         |
| ۱۳۸۱     | غوغا                | آری      | آری     | —         |
| ۱۳۸۰     | شب برهنه            | آری      | آری     | —         |
| ۱۳۷۸     | سهراب               | آری      | آری     | —         |
| ۱۳۷۷     | مردی از جنس بلور    | آری      | آری     | —         |
| ۱۳۷۵     | مردی شبیه باران     | آری      | آری     | —         |
| ۱۳۷۵     | توفان شن            | —        | آری     | —         |